# Fiesta de la República (Túnez)
La Fiesta de la República, Día de la República o Conmemoración de la República es una festividad oficial celebrada el 25 de julio que rememora la proclamación de Túnez como una República en 1957.

## El origen de la celebración

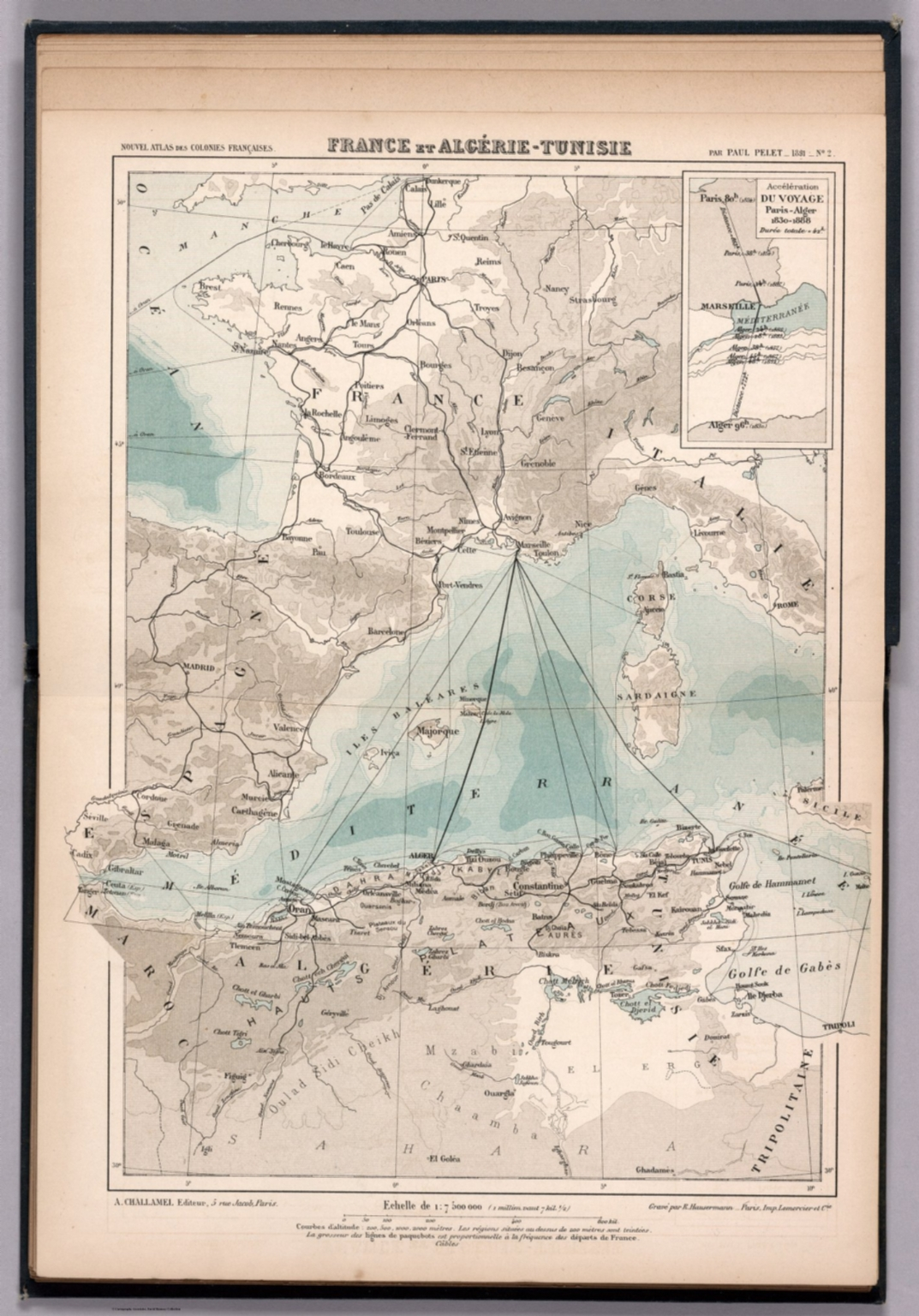
Mapa que muestra las rutas comerciales marítimas entre Francia y Argelia-Túnez (1891).

### El protectorado francés

#### Los inicios del protectorado (s. XIX)
En 1896 el endeudamiento de Túnez con otros países resultado de una mala gestión estatal y del aumento de los costes de explotación, vinculado a la abolición de la esclavitud en 1857, conllevó la creación de una comisión de la deuda anglo-franca-italiana (las tres potencias europeas con intereses en el norte de África en esos momentos), presidida por Jair al-Din (o Khayr al-Din Pachá), gran visir conocido como el "gran reformador" tunecino. Si bien es cierto que encontramos otros antecedentes colonizadores, como el Pacto de Seguridad de 1857 (que permitía a los europeos adquirir bienes inmuebles en el territorio), esta comisión constituyó el punto de no retorno.
Francia, que llevaba presente en Argelia desde 1830, no dudó en cruzar la frontera tunecina en 1881, convirtiendo el territorio en protectorado con el beneplácito del bey, Mohammad Sadiq, quien firmaría el Tratado del Bardo con los europeos el 12 de mayo de ese mismo año. En él, se garantizaba a Francia que ninguna otra potencia colonial ocuparía tierras tunecinas a cambio del compromiso de apoyar al bey, su familia y su dinastía en caso de amenaza. La forma de protectorado se adoptaría oficialmente el 29 de octubre de 1882, no sin antes afianzar Francia su poder en determinados enclaves militares y de tener representación consular y diplomática en el territorio. Ante el descontento causado por la nueva situación, la población tomó la decisión de sublevarse, siendo las protestas acalladas con una violencia extrema.
Una vez que Túnez obtuvo la categoría de protectorado el proceso de formación y consolidación del estado tunecino como lo conocemos en la actualidad se vio acelerado. En el plano político, Francia poseía la autoridad de ejercer todas las atribuciones administrativas y judiciales que considerara oportunas, teniendo derecho a recibir impuestos de los tunecinos y de decidir la causa a la que destinar los recursos. A cambio, se encargaba de sufragar la deuda pública en la que estaba sumida el estado y de conceder al bey un sueldo anual. Mientras, el aparato tunecino preexistente conservó cierto control institucional sobre asuntos religiosos y la gestión de bienes habices. En otras palabras, quedó relegado al ámbito simbólico.
En cuanto al plano económico, el proceso de comercialización de la agricultura y el desarrollo de un mercado estatal desembocó en el control y explotación de las tierras más fértiles. Finalmente, el incremento poblacional y la desposesión de agricultores y pastores locales a favor de los colonos europeos creó un proletariado agrícola de asalariados sin tierra a merced del mercado, pasando a depender de sus patronos. Como consecuencia, la filiación tribal que se venía desarrollando en el territorio fue perdiendo fuerza, siendo sustituida por unos vínculos clientelares. Así, puede hablarse de un "ajuste" de la sociedad a través de un dominio político directo: los franceses sometían a la población local a un orden determinado, lo que hacía posible el manejo de ésta. Por lo general, los colonizadores comprendieron su misión dentro de una mission civilisatrice ("misión civilizadora"), buscando sacar el máximo beneficio posible del territorio colonizado a la vez que se dejaba claro que su cultura debía predominar sobre la local.

#### El fin del protectorado (1911-1956)

##### Los inicios del nacionalismo tunecino
En los inicios del siglo XX comenzó a surgir cierto sentimiento nacionalista entre la juventud tunecina vinculada a la élite política. Los primeros pasos hacia la aspiración reformista tomaron forma en 1911 y 1912 con los primeros enfrentamientos contra los colonos europeos, quienes se venían mostrando contrarios a cualquier tipo de colaboración con los nativos.
El ideario nacionalista comenzó su configuración definitiva en la década de los años veinte, reivindicándose la Constitución de 1861, la primera en el mundo árabe. En este contexto nace el texto anónimo La Tunisie martyre. Ses révendications, en el que se pedía ceder el poder legislativo a un Consejo Supremo conformado por sesenta miembros ante los que el gobierno debería ser responsable, además de instituir municipalidades representativas y la concesión de una mayor libertad de prensa, entre otras cuestiones. La reacción de Francia fue tratar de acallar las reivindicaciones, impulsando una serie de reformas el 11 de julio de 1922 entre las que se incluía la implantación de un Gran Consejo con competencia presupuestaria que quedaría dividido en dos secciones: una francesa y otra tunecina.

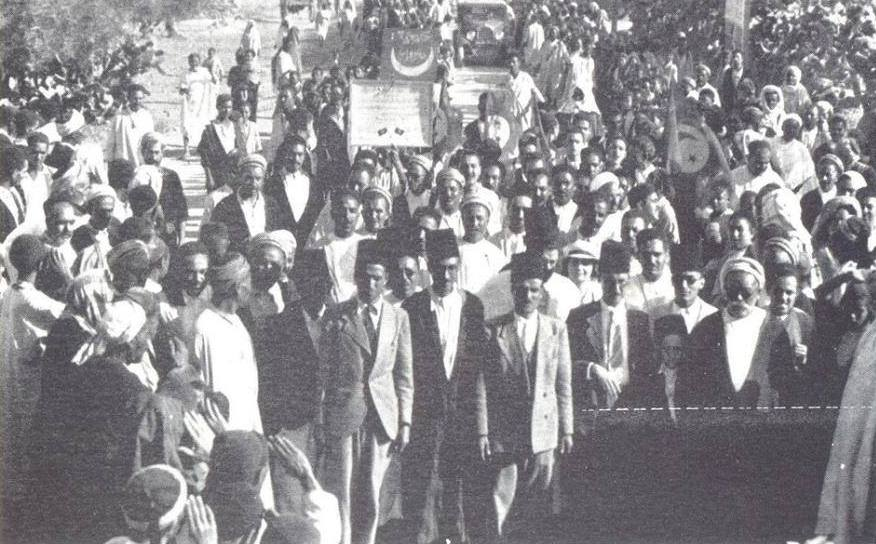
Delegación presente en el Congreso de Ksar Hellal (1934).

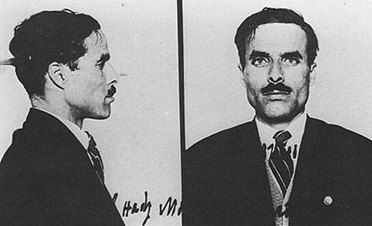
Habib Burguiba arrestado por segunda vez (abril de 1938).

A finales de la década ya había surgido un Bloque Nacional, el Destour, que experimentará cambios en los años treinta, provocando una escisión en el movimiento original que dio origen al Partido Neo-Destouriano con Habib Burguiba como uno de sus hombres fuertes. Este grupo, formalizado en el Congreso de Ksar Hellal, será el encargado de inaugurar un nuevo estilo de oposición a las autoridades basado en el boicot tanto de instituciones como de productos franceses, además de a los impuestos recaudados por la República. Finalmente, sus reivindicaciones también incluirán la abolición de los privilegios de los colonos, el fin de la ocupación colonial y una reforma fiscal. Aunque en un primer momento la metrópoli se mostró receptiva y se daría paso a la "primera experiencia franco-tunecina" (1937), el fracaso de las negociaciones llevaría a la radicalización de las posturas nacionalistas y a la consecuente suspensión de partidos políticos y el encarcelamiento de Burguiba y otros neo-destourianos.

##### Los años cuarenta y cincuenta
En 1942 Túnez afronta la ocupación de las Potencias del Eje. El nuevo bey, Muhammad VII al-Munsif (1942-1943), asumió la reivindicación de la emancipación tunecina de una manera ambigua y discreta. Tras la liberación del territorio por parte de los Aliados, toma posesión Muhammad VIII al-Amin (1943-1956), que se reunirá con un fortalecido Burguiba el 9 de septiembre de 1949. Tras las conversaciones, cuyo objetivo principal era erigir a la dinastía husainí como símbolo inherente de la identidad nacional, Francia determina la necesidad de cambiar su línea de actuación en el norte del continente africano. Por ello, se ratifica el 17 de agosto de 1950 el "protocolo franco-tunecino", por el que se permite el acceso de los nacionalistas tunecinos a puestos relevantes dentro del nuevo ejecutivo, iniciándose un proceso de "tunificación" de los servicios administrativos. Estas innovaciones no contarán con la aprobación de los colonos, quienes se negaban a perder un papel preponderante dentro de la sociedad. Como consecuencia, Francia se demorará a la hora de satisfacer lo acordado, condenando al fracaso a la "segunda experiencia franco-tunecina".
Para 1952 el forcejeo entre los nacionalistas tunecinos y el gobierno francés se llevaba ante el Consejo de Seguridad de las Naciones Unidas: dos ministros tunecinos se presentaban ante él sin haber informado con anterioridad al Residente francés, provocando la detención tanto de Burguiba como de otros miembros de Neo-Destour. La resolución por parte de las Naciones Unidas consistió en liberar a gran parte de los presos políticos y crear un nuevo gabinete de gobierno con mayor representatividad. Aunque se efectuaron ambas medidas, Francia continuó gestionando las carteras de Finanzas, Educación y Obras Públicas en un régimen de cosoberanía expuesto a la oposición tanto de colonos como de nativos, propagándose el terrorismo urbano y la guerrilla rural. Paralelamente, el bey terminó aceptando, aunque tras demorarse, asignar a un nuevo primer ministro, Mohamed Chenik, en marzo de ese mismo año.

### La breve monarquía constitucional (1956-1957)

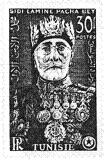
Sello de Lamine Bey (Muhammad VIII al-Amin), el último rey de Túnez (1954).

La insostenibilidad de la situación tunecina llevará al Presidente del Consejo Francés, Pierre Mendès-France, a conceder la autonomía a Túnez el 30 de julio de 1954, impulsando así las conversaciones definitivas para la independencia del estado norteafricano. El 3 de junio de 1955 se firman los Acuerdos de Autonomía Interna (Accords d'autonomie interne) y el 29 de diciembre de ese mismo año se convocan elecciones a la Asamblea Nacional Constituyente. El 25 de marzo de 1956, cinco días después de firmar la independencia, se celebraron las primeras elecciones en la historia de Túnez, contando con el 82,86% de participación entre los electores inscritos. Un total de noventa y ocho candidatos del Frente Nacional, conglomerado de partidos conformado por Neo-Destour, la Unión General Tunecina de Trabajo (UGTT), la Unión Nacional de Agricultores y la Unión Tunecina de Artesanos y Comerciantes;;conformaron la conformaron la Asamblea Nacional Constituyente, que eligió a H. Burguiba como primer ministro.

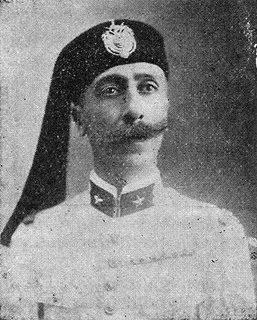
Mohamed Lamine Bey. Último bey de Túnez.

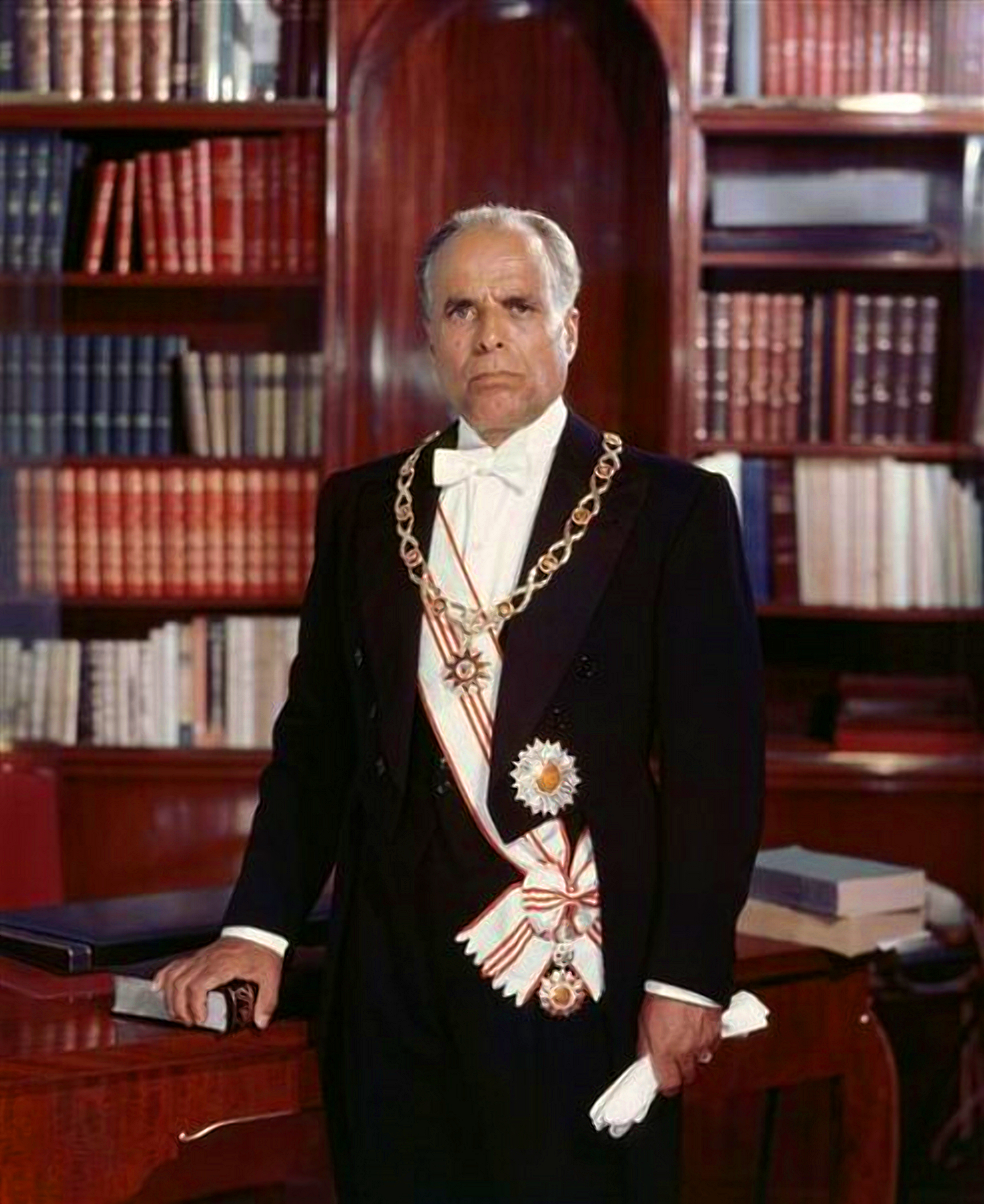
Retrato oficial de Habib Burguiba (1960).

Durante esta nueva etapa, el Reino de Túnez consiguió hitos tales como hacerse miembro de pleno derecho de las Naciones Unidas (11 de abril de 1956) o promulgar el Código del Estatuto Personal (20 de marzo de 1956), leyes fundamentales que marcarían parte del ritmo de la política tunecina en las décadas siguientes. Esta monarquía, de carácter hereditario, sufrió los ataques del primer ministro, que no tardó en tratar de reforzar su posición al mando de la nación: el estallido de la Revolución Yusefista, liderada por Salah Ben Yussef, en 1955 por parte de aquellos que se oponían a la legalidad de las elecciones convocadas para 1956 (nuevos grupos salidos de Neo-Destour, los Viejos Destourianos y análogos). Alegaban que Burguiba había coaccionado al monarca para aceptar un sistema de votación por listas cerradas, lo que forzó al primer ministro a buscar el apoyo de la antigua metrópoli para sofocar la sublevación ante la incapacidad técnica del ejército tunecino.  
La victoria burguibista se materializó en unos procesos judiciales que acusaban a Yussef y sus partidarios de actividad criminal. Gradualmente, Burguiba empleó el poder legislativo del bey en su contra, relegándole a una posición meramente simbólica, a la par que convencía a la Asamblea de votar el 25 de julio de 1957 para efectuar la transición de una monarquía a una república. Al frente de ésta se posicionaría el propio Burguiba, quien permaneció como jefe del estado hasta la llegada de Ben Ali al poder en 1987 tras un "golpe de estado constitucional". 

## Connotaciones actuales
El 23 de octubre de 2019 llegó a la presidencia de Túnez el jurista y académico Kaïs Saied, que consiguió arrasar en el voto juvenil gracias a un discurso populista. En esta línea, el 25 de julio de 2021 iniciaría lo que muchos han considerado un proceso de "desnaturalización de la historia" al declarar el estado de excepción en la nación, provocando el cierre del parlamento y rematándolo con la autoadjudicación de plenos poderes. Esta última medida iría en contra del artículo 80 de la Constitución de 2014, la primera Carta Magna democrática en la historia de la nación. Este autogolpe estaría acompañado de un nuevo "secuestro de la historia del país" un año después, cuando convocó un referéndum con el fin de promulgar una nueva Constitución. A pesar de que únicamente participó el 30,5% de la población, consiguió instaurar un régimen ultrapresidencialista que viola tanto el Estado de Derecho como el principio de separación de poderes.
El 6 de octubre de 2024 Saied convocó nuevas elecciones presidenciales a pesar de la negativa de la oposición de participar en lo que comprendían como un "simulacro de democracia" ante la falta de garantía de un sufragio libre. La campaña, iniciada el 14 de septiembre, se llevó a cabo sin prácticamente oposición al ser aceptadas únicamente otras dos candidaturas, además de la del propio Saied, de las diecisiete solicitudes presentadas. Saied consiguió una nueva victoria con el 89,2% de los votos. Human Rights Watch denuncia la creciente represión electoral en el país debido a que la mayoría de opositores que anunciaron su intención de concurrir a dichas elecciones han sido o están siendo procesados por la justicia. El 14 de enero de 2025 varios miembros del opositor Frente de Salvación Nacional protestaron contra esta nueva figura dictatorial en el aniversario de la huida de Ben Ali a causa de la Primavera Árabe.

### Monografías
- Ayubi, N. (2000). Política y sociedad en Oriente Próximo: La hipertrofia del estado árabe. Bellaterra Edicions. ISBN 8472900959.
- López García, B., & Fernández Suzor, C. (1985). Túnez. En B. López García & C. Fernández Suzor (Eds.), Introducción a los regímenes y constituciones árabes (pp. 283–303). Centro de Estudios Políticos y Constitucionales. ISBN 978-84-259-0717-3.
- Perkins, K. J. (2010). Historia del Túnez moderno. Ediciones Akal. ISBN 8446023555.

### Artículos académicos
- Gil Benumeya, R. (1956). Túnez después de la declaración de independencia. Cuadernos de estudios africanos, 34, 21–30.